# Roland System 100
De Roland System 100 is een semi-modulaire analoge synthesizer gebouwd door Roland en was in productie van 1975 tot 1979.

## Modules
Het gehele systeem bestaat uit vijf zelfstandige modules:

### Model 101
Een synthesizer met 37 toetsen-keyboard met portamentofunctie.
- VCO selecteerbaar tussen sinus, zaagtand, blok en puls golfvorm.
- ADSR-omhullingsgenerator.
- LFO selecteerbaar tussen zaagtand, sinus en blok golfvorm.
- Ruisgenerator selecteerbaar tussen witte en roze ruis.
- VCF met cutoff en resonance.
- Een High Pass Filter (HPF).
- VCA die door de LFO en ADSR gemoduleerd kan worden.

### Model 102 expander
Dit model is gemaakt om rechtopstaand achter model 101 te staan.
Grotendeels hetzelfde als model 101, maar dan zonder keyboard en nog een paar verschillen.
De 102 expander heeft een sample-and-hold-module met variabele lagtijd, en in de plaats van de ruisgenerator heeft dit model een ringmodulator.

### Model 103 Mixer
Dit model is gemaakt om rechts naast model 101 te zetten.
Een simpele analoge mixer met pan, effect send en returns, VU-meters, een ingebouwde reverben individuele links/rechts speaker en line-out-connectors.

### Model 104 Sequencer
Dit model is gemaakt om links naast model 101 te zetten.
Een analoge stepsequencer met A- en B-kanaal van 12 steps met cv en gateconnecties zowel in serie
als parallel.

### Model 109 Speaker
Dit zijn twee speakers om links en rechts van model 102 te plaatsen, aangesloten op model 103.